# Каменно-Тузловка
Каменно-Тузловка — село в Куйбышевском районе Ростовской области.
Входит в состав Кринично-Лугского сельского поселения.

## География

### Улицы
- ул. Комсомольская,
- ул. Социалистическая.

### Топографические карты
В связи с тем, что при написании данной статьи по истории села Каменно-Тузловка является и задача поиска персон "Древа жизни рода Обийко из хутора Обийков", то в географической части статьи приводится карта населенного пункта в масштабе в 1 см - 250 м.

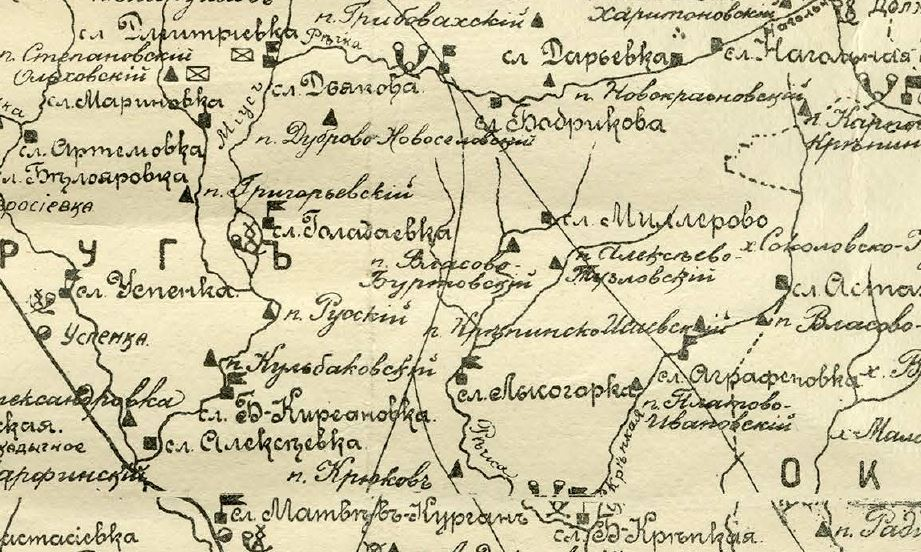
Карта Области Войска Донского. Новочеркасск, 1914. сл. Голодаевка, х. Тузловский.

1. Карта Области Войска Донского. Новочеркасск, 1914. сл. Голодаевка, х. Тузловский.
2. Ростовская область административные границы на 1-е октября 1943 г. Куйбышевский район (28).
3. Топографические карты ГосГисЦентра в 1 см 500 м L-37-007-C в окрестностях Каменно-Тузловка, Обийко.
4. Топографические карты ГосГисЦентра в 1 см 250 м L-37-007-C-b в окрестностях Каменно-Тузловка

## История села
При написании данной исторической справки по селу Каменно-Тузловка в использовались: "Матеріалы кь исторіи заселенія Міусскаго (нынѣ Таганрогскаго округа)", изложенные в Сборниках Областного войска Донского статистического комитета Вып. 5 - 1905 г. (стр. 81-132), Вып. 6 - 1906 г. (стр. 131-154), Вып. 7 - 1907 г. (стр. 123-147) из Библиотечного фонда Донской Государственной Публичнной Библиотеки.

### XIX век
Каменновъ-Тузловскій - расположенъ на вершинѣ средней отножины рч. Тузлова въ "буртахъ", на ровном мѣстѣ.
Заселенъ генералъ-маійором Александромъ Каменновымъ въ началѣ сороковыхъ годовъ XIX столѣтія."
В 1846 году посёлок Каменно-Тузловский Миусского округа был заселён генерал- майором Александром Каменовым, в честь которого и назван. Первыми поселенцами были крестьяне Михаил Говоруха, Василий Замула, Яков Дворников. В 1858 году здесь проживало 20 семей, 48 мужчин и 59 женщин, всего 107 человек.
В 1862 году Каменно-Тузловский принадлежал жене гвардии ротмистра, дочери Александра Александровича Исаева, Елизавете Александровне Яновой, которая на то время была вдовой. По уставной грамоте этого же года здесь проживали временнообязанные крестьяне: Андрияницкий, Буханец, Волесенко, Дудченко, Лебеденко, Назаров, Некрашенко, Убийко Яков, Швиденко Андрей.

### XX век
В 1915 году на хуторе, состоявшем из 47 дворов, проживало 547 человек  (276 мужчин и 271 женщина). Землевладение хутора насчитывало 140 десятин земли. Здесь было создано хуторское правление, по инициативе которого началось строительство церкви, но октябрьский переворот не дал возможности завершить начатое дело.
Названіе поселенія, при какой рѣчкѣ или урочищѣ оно находится: Каменно-Тузловскій поселокъ, Дьяковской волости, при балкѣ Тузловой
- Число дворовъ - 47
- Число десятин земельного довольствія - 140
- Число жителей:
  - Мужского пола - 276
  - Женского пола - 271
  - Обоѣго пола - 547

При изучении документов за 1926 год  выясняется, что Каменно-Тузловский входит в состав Каменно-Тузловского сельсовета Голодаевского р-на. По данным переписи 1926 года по Северо-Кавказскому краю, в селе числилось 56 хозяйств и 299 жителей (154 мужчины и 145 женщин), из которых 287 — украинцы.
По итогам демографической переписи Донецкой губернии УССР, проведенной в 1928 году, на хуторе Каменно-Тузловском Голодаевского района проживало 313 человек. Дворов тогда насчитывалось 56. В августе 1943 года в селе был создан первый колхоз, который назывался «Сталинский путь». В его состав входили полевые, садоводческие, огородные бригады, работали постоянные тракторные бригады. Были в колхозе птичник, свинарник, овчарня, ферма и конный гурт. Председателем колхоза был избран Пруцков и Машков (к сожалению, имя и отчество старожилы села не помнят). Животноводство возглавлял Иван Ильич Мищенко и Иван Николаевич Некрашенко.
В июне 1954 года  село Каменно-Тузловка было  присоединено к Ясиновскому сельсовету. В феврале 1957 года колхоз «Сталинский путь» был переименован и зарегистрирован под названием «Украина».

### XXI век
В 2003 году было образовано Кринично-Лугское сельское поселение с административным центром в х. Кринично-Лугский. В 2004 году Кринично-Лугское  сельское поселение было создано на территории трех сельских администраций местного самоуправления: Кринично-Лугская САМС, Ясиновская САМС, Миллеровская САМС.

## Социальная сфера
Сегодня в селе основная часть жителей - это его старожилы. Есть и приезжие. Приезжие жители, в основном, из соседних сел и хуторов, что расположены были вокруг Каменно-Тузловки. Из Ульяновки, Ново-Тузловки, ныне существующего хутора Кумшатского. Теперь, конечно, они тоже каменно-тузловские, потому, что большую часть своей жизни они прожили здесь. Они выросли, получили образование и стали уважаемыми людьми разных профессий - учителями, инженерами, трактористами, врачами, агрономами, доярками, водителями. Многие трудятся и живут за пределами села. Вспомним Федора Степановича Кравченко. Он проработал в Каменно-Тузловской школе более 40 лет. Николай Иванович Кумшатский - ветеран культуры. Любимой работе он отдал также более 40 лет. С 1946 года работу в клубе Николай Иванович совмещал с библиотечной. За что сельчане ему благодарны. Много лет сельскохозяйственному труду отдали жители села Писаренко Татьяна Колистратовна, Мищенко Иван Ильич, Кумшатский Николай Иванович, Некрашенко Алексей Яковлевич, Буханцева Анна Антоновна, Назарова Анна Трофимовна, Мищенко Анна Павловна, Назарова Мария Пантелеевна, Говоруха Татьяна Акимовна, Писаренко Петр Михайлович, и многие, многие другие. 
По главной улице села проходит асфальтированная трасса, в дома пришёл газ, почти в каждом дворе машина или мотоцикл, старики получают стабильно пенсии, молодёжь учится, чтобы потом передавать  свои знания и умения, и продолжить его историю.
МОУ Ясиновская средняя общеобразовательная школа в хуторе Ясиновский предоставляет образовательные услуги учащимся, проживающим в селах Новая Надежда, Каменно-Тузловка, хуторах Кумшатский, Ясиновский, Обийко.

## Население
| 2010 |
| ---- |
| 122  |